# Stenolophus fuliginosus
Stenolophus fuliginosus är en skalbaggsart som beskrevs av Pierre François Marie Auguste Dejean. Stenolophus fuliginosus ingår i släktet Stenolophus och familjen jordlöpare. Inga underarter finns listade i Catalogue of Life.